# Schistes
Schistes – rodzaj ptaków z podrodziny kolibrzyków (Polytminae) w rodzinie kolibrowatych (Trochilidae).

## Zasięg występowania
Rodzaj obejmuje gatunki występujące w północno-zachodniej Ameryce Południowej.

## Morfologia
Długość ciała 8,6–9,3 cm; masa ciała 3,5–4,1 g.

## Systematyka

### Etymologia
Schistes: nowołac. schistes „z klinem”, od gr. σχιζω skhizō „rozszczepić, podzielić”.

### Podział systematyczny
Do rodzaju należą następujące gatunki:
- Schistes albogularis Gould, 1852 – zalotnik białogardły – takson ponownie wyodrębniony na podstawie badań filogenetycznych i biogeograficznych z S. geoffroyi[6]
- Schistes geoffroyi (Bourcier, 1843) – zalotnik klinodzioby